# Municipio de Normania (Dakota del Norte)
El municipio de Normania (en inglés: Normania Township) es un municipio ubicado en el condado de Benson en el estado estadounidense de Dakota del Norte. En el año 2010 tenía una población de 44 habitantes y una densidad poblacional de 0,47 personas por km².

## Geografía
El municipio de Normania se encuentra ubicado en las coordenadas 48°13′54″N 99°15′20″O / 48.23167, -99.25556. Según la Oficina del Censo de los Estados Unidos, el municipio tiene una superficie total de 92.96 km², de la cual 89,1 km² corresponden a tierra firme y (4,15 %) 3,86 km² es agua.

## Demografía
Según el censo de 2010, había 44 personas residiendo en el municipio de Normania. La densidad de población era de 0,47 hab./km². De los 44 habitantes, el municipio de Normania estaba compuesto por el 93,18 % blancos, el 2,27 % eran asiáticos y el 4,55 % eran de una mezcla de razas. Del total de la población el 11,36 % eran hispanos o latinos de cualquier raza.